# Grand Dictionnaire universel du XIXe siècle
El Grand Dictionnaire universel du XIXe siècle (en español Gran Diccionario universal del siglo XIX), generalmente conocido en francés como el Grand Larousse du XIXe siècle (en español el Gran Larousse del siglo XIX), fue un diccionario enciclopédico dirigido por Pierre Larousse.

## Historia
Este diccionario enciclopedia empezó a publicarse en 1863, primeramente en fascículos, bajo el título de Grand Dictionnaire géographique, mythologique, bibliographique, littéraire, artistique, scientifique du XIXe siècle (Gran Diccionario geográfico, mitológico, bibliográfico, literario, artístico, científico del siglo XIX), y después, se transformó en el Grand Dictionnaire universel du XIXe siècle (Gran Diccionario Universal del siglo XIX).
Esta obra cuenta con 15 volúmenes, que aparecieron de 1866 a 1876, seguidos por dos volúmenes de suplementos, en 1878 y 1888. En total tiene más de 20 000 páginas. Movilizó a 89 colaboradores, aunque los artículos no estaban firmados, y «sigue siendo una referencia imprescindible sobre su época». Tuvo un enorme impacto social.
A diferencia de Émile Littré, autor de otro gran diccionario de referencia, el Dictionnaire de la langue française (1863-72), Pierre Larousse no se interesaba primordialmente en la «sagrada» lengua (francesa), sino en la descripción del mundo. Larousse creía en el progreso («La fe en la ley del progreso es la verdadera fe de nuestra época») y quería hacer de su diccionario un instrumento de educación popular. Dejó una fuerte impresión en su diccionario. Adoptó un tono comprometido, vibrante, enfáticamente ilustrado, como refiere Lepape:

Si no llega hasta escribir artículos en primera persona del singular, no duda ante la evocación autobiográfica, cuenta más que describe; muestra sus dudas, sus sentimientos contradictorios, el camino de sus convencimientos, su inmensa felicidad por aprender

### Relaciones con el poder
En el artículo sobre Napoleón Bonaparte, Larousse reconoce haber dado, en 1856 en el Nuevo Diccionario de la Lengua Francesa, obra suya anterior al gran diccionario, publicada bajo el Segundo Imperio, una fecha errónea sobre el óbito de este, «Debido a una ficción que nuestros lectores habrán comprendido bien, hemos registrado a Bonaparte como fallecido el 19 brumario del año VIII.» y cita la presión del régimen de la época: 
{{cita|Se comprende, además, que en la época en la que se publicó nuestro artículo BONAPARTE, no teníamos la libertad necesaria, porque el régimen dominaba, y sabemos que se tomaban medidas brutales por parte de los amos del día para castigar la independencia y la sinceridad. Teníamos por tanto que postergar nuestro juicio debido al temor a comprometer nuestra publicación y el compromiso con nuestros suscriptores, que esperaban no solamente información, sino sobre todo la verdad histórica, la crítica de los hechos, la filosofía de los eventos, la apreciación de los carácteres, por supuesto en la medida de nuestras fuerzas. Es también el gran diccionario una de las primeras publicaciones en donde se incluyen sucesos, pequeños sucedidos anodinos que rellenan publicaciones, y se esparcen por el diccionario con el fin de poner en valor la historia del Imperio.
Sus posiciones confesadas anticlericales le valieron a este libro ser incluido en el Index librorum prohibitorum de la iglesia católica.